# La Ferté-Gaucher
La Ferté-Gaucher is een gemeente in het Franse departement Seine-et-Marne (regio Île-de-France) en telt 4150 inwoners (1999). De plaats maakt deel uit van het arrondissement Provins.

## Geografie
De oppervlakte van La Ferté-Gaucher bedraagt 17,3 km², de bevolkingsdichtheid is 239,9 inwoners per km².
De onderstaande kaart toont de ligging van La Ferté-Gaucher met de belangrijkste infrastructuur en aangrenzende gemeenten.

## Demografie
Onderstaande figuur toont het verloop van het inwonertal (bron: INSEE-tellingen).